# Венера-1
«Венера-1» — советская автоматическая межпланетная станция (АМС), предназначенная для исследования планеты Венера. «Венера-1» стала первым космическим аппаратом, пролетевшим 19 и 20 мая 1961 года на близком расстоянии от Венеры. На разных этапах запуска иногда именовалась как «тяжёлый спутник 02» или «Спутник-8».

## Конструкция
Конструкция корабля «Венера-1» представляла собой цилиндр со сферической верхней частью. Длина аппарата составляла 2,035 метра, диаметр — 1,05 метра.
Корабль был снабжён двумя солнечными батареями, закреплёнными в радиальном направлении с двух сторон цилиндрического корпуса и обеспечивавшими зарядку серебряно-цинковых аккумуляторов.
На внешней поверхности корпуса корабля была закреплена параболическая антенна диаметром 2 метра, предназначенная для передачи данных на Землю на частоте 922,8 МГц (длина волны 32 см).
На станции были установлены научные приборы:
- магнитометр;
- две ионные ловушки, для измерения параметров солнечного ветра;
- детектор микрометеоритов;
- счётчик Гейгера;
- сцинтилляционный детектор для измерения космической радиации.

В нижней части космического аппарата была установлена двигательная установка КДУ-414, предназначенная для коррекций траектории полёта. Масса станции — 643,5 кг.
Верхняя часть аппарата представляла собой герметичную сферическую камеру, наполненную азотом под давлением в 1,2 атмосферы. В этой сфере находился вымпел с символикой СССР. Эта камера должна была плавать на поверхности предполагаемого венерианского океана.

## Запуск
4 февраля 1961 года состоялся старт однотипного с «Венерой-1» аппарата 1ВА № 1 (тогда всё АМС запускали парами), который окончился неудачей из-за отказа разгонного блока. По результатам расследования был выявлено, что один из узлов разгонного блока не был рассчитан на работу в вакууме. В итоге разгонный блок запускаемой ракеты был спешно доработан: сбойный узел был помещён в подходящий по размеру герметичный аккумуляторный контейнер.
Старт АМС «Венера-1» (изделие 1ВА № 2) был осуществлён 12 февраля 1961 года в 5 часов 9 минут московского времени ракетой-носителем «Молния».
Выведенная связка зонд-разгонный блок была объявлена «тяжёлым спутником 02» («Спутник-8»).
Начальные параметры орбиты связки зонд-разгонный блок составляли:
- масса: 642,4 кг;
- перигей: 229,0 км;
- апогей: 282,0 км;
- наклонение: 65°;
- период: 89,6 минуты.

Затем, с помощью разгонного блока, АМС «Венера-1» была переведена на траекторию полёта к планете Венера. Впервые в мире был осуществлён запуск космического аппарата с околоземной орбиты к другой планете. Отработанный разгонный блок Л сохранил наименование «тяжёлый спутник 02» («Спутник-8»).

## Полёт

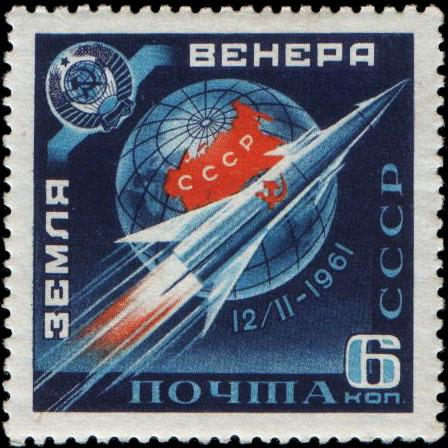
Почтовая марка СССР, посвящённая запуску «Венеры-1». 1961 год

Со станции «Венера-1» были переданы данные измерений параметров солнечного ветра и космических лучей в окрестностях Земли, а также на расстоянии 1,9 миллиона километров от Земли. После открытия солнечного ветра станцией «Луна-1», станция «Венера-1» подтвердила наличие плазмы солнечного ветра в межпланетном космическом пространстве.
Последний сеанс связи с «Венерой-1» состоялся 19 февраля 1961 года. Через 7 суток, когда станция находилась на расстоянии около 2 миллионов километров от Земли, контакт со станцией «Венера-1» был потерян.
19 и 20 мая 1961 года АМС «Венера-1» прошла на расстоянии приблизительно 100 000 км от планеты Венера и перешла на гелиоцентрическую орбиту.
Борис Черток полагает, что одной из причин неудачи миссии было недомыслие авторов: бортовые приёмники отключались в перерывы между сеансами связи, при этом они включались только по команде бортовой автоматики. Это означало, что сеанс связи мог быть организован только тогда, когда бортовая автоматика по установленному расписанию (и при условии, что она исправна) сама включает приёмники раз в несколько суток, и никак иначе. Это сильно ограничило способность Центра управления контролировать состояние аппарата, бывшего самым первым в своём роде и сильно нуждавшемся в таком контроле. Аппарат был потерян именно так: он не ответил на вызов в то время, когда, по расписанию, был предусмотрен сеанс (из этого был извлечён урок — для последующих аппаратов было принято решение приёмники не отключать вообще, возможность в любой момент начать сеанс связи с лихвой окупала издержки). 

В последних сеансах связи с аппаратом был обнаружен сбой в системе, отвечающей за ориентацию по Солнцу. При проверке расчётов было обнаружено, что тепловой режим датчика солнечной ориентации рассчитан неверно, датчик неизбежно должен был перегреться и отказать.

## Выводы

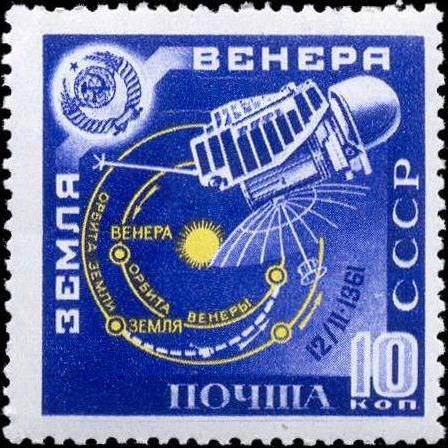
Почтовая марка СССР, посвящённая запуску «Венеры-1». 1961 год. Схема полета к Венере и общий вид автоматической межпланетной станции

Запуск автоматической межпланетной станции «Венера-1» явился важным этапом в развитии космической техники. Это был первый аппарат, предназначенный для исследования планет.
Впервые была применена техника ориентации по трём осям космического аппарата по Солнцу и звезде Канопус.
Впервые для передачи телеметрической информации была применена параболическая антенна.